# Рајанер
Рајанер (енгл. Ryanair) је ирска нискотарифна авио-компанија са седиштем у Даблину. Убраја се како у највеће европске нискотарифне авио-превознике тако у најуспешније авио-компаније са своје 362 линије у 22 државе. Снажан развој компаније уследио је после дерегулације авиосаобраћаја у Европи 1997. Компанија спада у једну од најконтроверзнијих авио-превозника. Док је с једне стране хваљена за своје пословање које путницима нуди ниске цене, на другој страни критикују је синдикати због односа према запосленима, а путници због додатних скривених такси и наплата.

## Историја
Рајанер је основан 1984. као „Danren Enterprises“ од стране Кристофера Рајана, Лиама Лонергана (власника ирске туристичке агенције Club Travel) и ирског бизнисмена Тонија Рајана, оснивача Guinness Peat Aviation-а. Авио-компанија је убрзо преименована у „Рајанер“. Почео је са радом 1985., летећи турбоелисним авионом Ембраер Бандеиранте са 15 седишта између Вотерфорда и Гетвика.
1986. компанија је додала другу линију од Даблина до Лутона, чиме је први пут директно конкурисала дуополу Ер Лингус/Бритиш ервејз.

## Пословни подаци
Компанију су основали 1985. Кристи Рајан (Christy Ryan), Лиам Лонеген (Liam Lonergan) и Тони Рајан (Tony Ryan). Кристи Рајан је био из Вотерфорда, места у јужној Ирској. Лиам Лонеген је ту имао туристчку агенцију и био тур-оператор. Тони Рајан је претходно био основао једну малу авио-компанију Гинес Пит Авијација (Guinness Peat Aviation). Идеја оснивача је била да превозе путнике из Уједињеног Краљевства тј. Лондона за Вотерфорд у Ирској. При томе је било потребно да се превазиђе дуопол државних компанија Ер Лингус и Бритиш ервејз. По тадашњим правилима делимично дерегулиране Европске заједнице било је довољно да једна од држава чланица одобри летове. Из протекционистичких разлога, како би заштитила Ер Лингус ирска влада није одобрила летове, али је слободном тржишту отворена британска влада Маргарет Тачер одобрила летове. Са петнаестоседишним пропелерским Ембраером компанија је започела летове на релацији Ирска-Уједињено Краљевство. Прво се летело из Вотерфорда за Лондон-Гетвик, а 1986. је дошла и друга линија из Даблина за Лондон-Лутон. На две линије и са два авиона компанија је превезла 82.000 путника за једну годину.
Док се број путника све више повећавао, компанија је правила губитке. Зато јој је 1991. требало реструктурирање. Тај задатак је био поверен Мајкл О'Лирију (Michael O'Leary). Њему су оснивачи предложили да погледа концепт пословања америчке авио-компаније Саутвест (Southwest). Тај концепт „без додатка/оптерећења“ (енгл. no frills) подразумевао је само једну категорију седишта у авиону и ограничење на један тип авиона. Од 1993. О'Лири води компанију. Године 1995. превезла је 2,25 милиона путника.
Од 1997. у Европској унији је дозвољено авио-компанијама да лете на релацијама других земаља чланица. То јо компанија Рајанер искористила за експанзију. После успешног пласирања акција на берзама у Даблину и Њујорку, компанија је увела нове летове према одредиштима у континенталном делу Европе. Осим у земљама ЕУ компанија лети за Мароко и Норвешку.

### Превезени путници
| Година | путници    | промена у% |
| 1985   | 5,000      | —          |
| 1986   | 82,000     | 1540       |
| 1987   | 322,000    | 292        |
| 1988   | 592,000    | 83,8       |
| 1989   | 644,000    | 8,7        |
| 1990   | 745,000    | 15,6       |
| 1991   | 651,000    | 12,6       |
| 1992   | 945,000    | 45,1       |
| 1993   | 1,120,000  | 18,5       |
| 1994   | 1,666,000  | 48,7       |
| 1995   | 2,260,000  | 35,6       |
| 1996   | 2,950,000  | 30,5       |
| 1997   | 3,730,000  | 26,4       |
| 1998   | 4,629,000  | 24,1       |
| 1999   | 5,358,000  | 15,7       |
| 2000   | 7,002,000  | 30,6       |
| 2001   | 9,355,000  | 33,6       |
| 2002   | 13,419,000 | 43,4       |
| 2003   | 19,490,000 | 45,2       |
| 2004   | 24,635,000 | 26,4       |
| 2005   | 35,000,000 | 42,2       |
| 2006   | 40,500,000 | 15,7       |
| 2007   | 49,000,000 | 21         |
| 2008   | 57,700,000 | 17,7       |
| 2009   | 65,300,000 | 13,1       |
| 2010   | 72,200,000 | 10,5       |
| 2011   | 76,400,000 | 5,8        |
| 2012   | 79,300,000 | 5,6        |
| 2013   | 81,000,000 | 2,1        |
| 2014   | 87,000,000 | 6,9        |

## Флота летелица
Рајанер лети искључиво са већим летјелицама него највећи конкурент Изиџет. Компанија је наручила 120 Боинга 737-800, док има додатне опције за куповину 193 Боинг 737-800. Нацрт будућег пословања предвиђа да се користе кожна седишта у авионима због лако и брзог чишћења. Такође се превиђа да сви авиони имају винглетс (енгл. winglets). Због константне испоруке нових летјелица број авиона у флоти се непрекидно мења.
- 319 Боинг 737-800 + 162 поруџбине[3]
- 100 поручених Боинга 737 MAX 200 + 100 опција[3]

## Одредишта
Главна база је аеродром Лондон-Стенстед са кога Рајанер има 88 линија. Поред тога компанија има следеће додатне базе:
Брисел-Шарлроа,
Даблин, 
Франкфурт-Хан, 
Глазгов, 
Ковентри, 
Корк, 
Ливерпул, 
Милано, 
Марсељ, 
Пиза, 
Рим, 
Шанон, 
Стокхолм-Скаваста, 
Ђирона
Авиони са посадама су стационирани на тим базама и одатле лете за остала одредишта. Рајанер је компанија која често лети на споредне аеродроме, где су трошкови услуга знатно мањи него на великим аеродромима. То углавном значи да су ти аеродроми удаљени далеко од великих градова. Пример: Аеродром Торп који компанија рекламира и наводи као Осло удаљен је од Осла 150km. Такође, аеродром Париз-Бове (Paris Beauvais) удаљен је 35 km од самог Париза.